# Кондратюк Микола Кіндратович
Мико́ла Кіндра́тович Кондратю́к (5 травня 1931, Старокостянтинів — 16 листопада 2006, Київ) — український оперний та концертно-камерний співак (баритон), педагог, музично-громадський діяч, професор (з 1979 року), академік Міжнародної педагогічної академії країн СНД (з 2001 року). Народний артист УРСР (1973). Народний артист СРСР (1978). Депутат Верховної Ради УРСР 9—10-го скликань.

## Життєпис
Народився 5 травня 1931 року в місті Старокостянтинові Хмельницької області в родині військового. Дитинство провів у Полтаві; по закінченні семирічної школи навчався у фабрично-заводському училищі при Полтавському вагоноремонтному заводі, працював з 1947 року монтажником на будівництві Кременчуцького машинобудівного заводу; водночас, 1950 році, отримав музичну освіту в Полтавському музичному училищі.
Під час служби в Радянській армії у 1950–1953 роках був стройовим заспівувачем, солістом Ансамблю пісні й танцю Київського військового округу (1953).
У 1953–1958 роках навчався в Київській державній консерваторії імені Чайковського в класі професора О. Гродзинського (сольний спів) та З. Ліхтман (камерний спів).
У 1958–1959 роках — соліст Державного народного хору імені Г. Г. Верьовки.
У 1959–1966 роках — соліст (драматичний баритон) Київського академічного театру опери та балету імені Т. Г. Шевченка. Одночасно у 1963–1964 роках стажувався в Міланському театрі «Ла Скалі» (Італія) у маестро Е. П'яцца й Дж. Барра, у 1964–1966 роках — у Московському Великому театрі.
Член КПРС з 1961 року.
У 1966–1973 роках — соліст Укрконцерту; в 1972–1974 роках — Київської державної філармонії. У 1968–1969 роках — асистент, з 1970 року — викладач кафедри сольного співу Київської консерваторії.
У 1973–1985 роках — Голова правління Музичного товариства України.
У 1974–1983 роках — ректор Київської державної консерваторії імені П. І. Чайковського; у 1972–1983 роках — завідувач кафедри оперної підготовки; у 1994–2004 роках — завідувач кафедри сольного співу.

Могила Миколи Кондратюка

Обирався депутатом Верховної Ради УРСР 9-го і 10-го скликань.
Жив в Києві.
Помер 16 листопада 2006 року. Похований в Києві на Байковому кладовищі (ділянка № 33).

## Відзнаки
- Народний артист УРСР (1973)
- СРСР (1978)
- Лауреат Державної премії України ім. Т. Г. Шевченка (1972; за концертні програми 1969–1971 років)
- Лауреат 7-го Всесвітнього фестивалю молоді та студентів у Відні (1959, Золота медаль)
- Лауреат Великої Золотої медалі Яна Амоса Коменського (за 2001 рік)
- Кавалер Президентської нагороди — ордена «За заслуги» 3 ступеня (2001)
- Нагороджений орденами Трудового Червоного Прапора, «Знак Пошани», медалями

## Творчість
Коронні оперні партії: Остап, Граф ді Луна, Фігаро, Яго, Максим («Тарас Бульба» М.Лисенка, «Трубадур» Дж. Верді, «Севільський цирульник» Дж. Россіні, «Отелло» Дж. Верді, «Арсенал» Г. Майбороди).
Гастролював на концертних та оперних сценах світу — в Південній Америці, США, Канаді, Австралії, Західній Європі, загалом у 40 країнах. Записувався на радіо, грамплатівки, телебаченні. Знімався в музичних і художніх фільмах.
Виступав у періодичній пресі.
М. Кондратюк — продовжувач вокальних традицій італійських maestro: Е. Гандольфі, в якого свого часу навчався О. Гродзинський, а також педагогів «Ла Скала» Е. П'яцца та Дж. Барра, вокально-педагогічні принципи яких прищеплював своїм учням і викладачам очолюваної ним кафедри сольного співу НМАУ.
Серед учнів М. Кондратюка — В. Антонюк, М. Шопша, Є. Шокало, Я.Євдокимов, В. Колибаб'юк, О. Дика, Д. Вишня, В. Ломакін, В. Козін, А. Орел, В. Винник, О. Бондаренко, В. Чорнодуб, П. Пштика, Ю.Ракул, В. Швидкий…

### Фільмографія
Знявся у фільмах:
- «Концерт для Монреалю» (1967)
- «Співає Микола Кондратюк» (1974)
- «Ні пуху, ні пера» (1974, Максим)

Закадровий вокал:
- У бій ідуть лише «старі» (1974, пісня «Ніч яка місячна», за кадром)
- «Абітурієнтка» (1975, пісня «Моя стежина», за кадром).